# Igreja Evangélica Congregacional Argentina
A Igreja Evangélica Congregacional Argentina (IECA) (em espanhol Iglesia Evangélica Congregacional Argentina) é uma denominação protestante de orientação reformada e governo congregacional, fundada em 1922 por imigrantes alemães do Volga na cidade de Concordia, província de Entre Ríos, Argentina. Atualmente, está presente em mais de 120 localidades do país.

## História
A IECA foi estabelecida por imigrantes alemães do Volga que, ao chegarem à Argentina, buscavam uma expressão de fé alinhada com suas convicções reformadas. Em 1922, formaram a primeira comissão organizadora em Concordia, Entre Ríos. A denominação expandiu-se rapidamente para outras regiões, incluindo San Salvador (1928), Concordia (1929-1930), Federal (1934), Paraná (década de 1940), Concepción del Uruguay (1942), Basavilbaso (1944) e Gualeguaychú (1950).
Na província do Chaco, a IECA iniciou atividades em Colonia Palmar em 1928. Devido a uma grande seca em 1945, muitas famílias migraram para outras localidades, como Villa Ángela, Coronel Du Graty e Santa Sylvina, onde novas comunidades de fé foram estabelecidas. 
Em Misiones, a denominação começou sua atuação entre 1929 e 1938, com imigrantes de origem polonesa, alemã e brasileira. Congregações foram formadas em locais como Leandro N. Alem, Picada Almafuerte e Picada Flor.
A IECA também estabeleceu presença em Buenos Aires a partir de 1937, com a organização da primeira comissão diretiva em 1946 no bairro de Colegiales. O primeiro templo foi inaugurado em Villa Ballester em 1950 .
Em 2021, tinha 120 igrejas e 6.000 membros.

## Doutrina e estrutura
A IECA adota uma teologia reformada, enfatizando a soberania de Deus, a centralidade das Escrituras e a salvação pela graça mediante a fé. Seu governo é congregacional, com igrejas locais autônomas que cooperam por meio da estrutura denominacional.
A denominação mantém o Instituto Superior de la Iglesia Evangélica Congregacional (ISIEC), que oferece cursos de capacitação ministerial, bacharelado em teologia e professorado em ciências sagradas.

## Relações intereclesiásticas
A IECA é membro da Comunhão Mundial das Igrejas Reformadas, da Fraternidade Mundial Evangélica Congregacional, e da Fraternidade Congregacional Internacional mantendo relações com igrejas congêneres na América Latina e nos Estados Unidos.